# Fyodor Keller
Theodor Graf von Keller (en ruso: Фёдор Эдуа́рдович Ке́ллер, Fyodor Eduardovich Keller; 1850 - 31 de julio de 1904), más conocido como Fyodor Keller, fue un general en el Ejército Imperial Ruso, destacado por su papel en la batalla del Paso Motien durante la guerra ruso-japonesa.

## Biografía
Fyodor Keller pertenecía a una familia contactada con la nobleza austríaca y francesa, y tenía el título de conde. Asistió al prestigioso Cuerpo de Pajes, la escuela militar para la aristocracia rusa. Tras su graduación en 1866, fue comisionado como enseña en el primer regimiento de caballería del Ejército Imperial Ruso, el Regimiento de Caballería de la Guardia. Después asistió a la Academia de Estado Mayor General Nicolás y fue promovido a capitán tras su graduación en 1876.

### Campañas en los Balcanes
Igualmente en 1876, Keller se hizo voluntario para el servicio con el Ejército serbio durante las guerras serbo-turcas (1876-1878) y fue promovido al rango de teniente coronel y se distinguió en numerosas operaciones de combate. En septiembre del mismo año, se convirtió en miembro del personal del Mayor General Mijaíl Chernyayev (apodado el 'General Custer ruso'), y fue asignado como aide-de-camp del zarévich Alejandro Alejandrovich (el futuro zar Alejandro III) y del Mariscal de Campo y Príncipe Aleksandr Baryatinsky, ambos en Serbia sirviendo con la fuerza expedicionaria voluntaria rusa.
Las fuerzas del Imperio otomano derrotaron a los serbios que recibían apoyo de los rusos, llevando así a la subsiguiente guerra ruso-turca (1877-1878). Durante esta guerra, Keller sirvió como Jefe de Estado Mayor de la milicia búlgara liderada por rusos, y después como Jefe de Estado Mayor del Mayor General ruso Mijaíl Skobelev, donde remplazó al herido Coronel Alexei Kuropatkin. Después de la guerra, Keller fue promovido a coronel y sirvió en varios puestos del estado mayor. Tras la guerra en 1879, fue designado emisario oficial en Constantinopla para las negociaciones que determinaron las fronteras del Reino de Bulgaria.
Tras su retorno a Rusia, en 1882, Keller recibió el mando del 4.º Batallón de Rifles de la Guardia Imperial. Fue promovido a Mayor General en 1890 y en 1893 fue seleccionado por el zar Alejandro III para servir como Director del Cuerpo de Pajes. Ocupó este prestigioso puesto hasta 1900, cuando, tras su ascenso a Teniente General, se convirtió en Gobernador de Yekaterinoslav.

### Guerra ruso-japonesa
Al inicio de la guerra ruso-japonesa en 1904, Keller se hizo voluntario para un comandamiento de combate, uno de los pocos oficiales séniors rusos en hacerlo. Su petición fue aprobada y fue puesto a disposición del Ministro de Guerra, el General Kuropatkin. Keller inicialmente sirvió como Oficial de Inteligencia en el personal de Kuropatkin en Manchuria. Tras la derrota rusa en la batalla del río Yalu el 1 de mayo de 1904, el General Kuropatkin decidió que Keller remmplazaría al Teniente General Mijaíl Zasulich como comandante del Destacamento Oriental del 2.º Cuerpo Siberiano.
Las habilidades de liderazgo de Keller rápidamente marcaron la diferencia en restaurar la confianza a los soldados que había sido severamente mutilada por el 1.º Ejército Japonés del General Kuroki Tamemoto. Durante el siguiente mes, el Destacamento Oriental marchó centenares de millas, pero entró poco en combate. El Paso Motien, una fuerte posición defensiva, fue abandonada por Keller el 26 de mayo de 1904 por muchos factores que no estaban bajo su control. Varias pequeñas operaciones siguieron a lo largo de los siguientes dos meses, pero con alcance limitado.
El 31 de julio de 1904, Keller estableció un fuerte posición defensiva al norte del Paso Motien para bloquear el avance japonés sobre Liaoyang. La 2.ª División Japonesa y la Guardia Imperial Japonesa atacaron todo el día, pero fueron incapaces de romper la defensa rusa. A finales de la tarde, los japoneses se sorprendieron al ver a los rusos retirándose de sus posiciones. Más tarde por la noche, civiles chinos informaron a los japoneses que el comandante ruso, el Teniente General Conde Keller, había muerto por fuego de artillería japonesa sobre las 14:00 h de aquel día.
Aunque Keller carecía de experiencia en manejar grandes cuerpos de tropas, fue altamente respetado dentro del Ejército Imperial Ruso como un líder agresivo; una cualidad que carecían muchos líderes séniors rusos durante la guerra. Su muerte fue comparada a la temprana pérdida del Almirante Stepan Makarov. Su tumba se halla en la finca de la familia Keller en las afuerzas de Moscú.

## Honores
- Orden de San Vladimiro 4.ª clase con espadas, 1877
- Orden de San Estanislao 2.ª clase 1877
- Orden de San Jorge, 4.ª clase, 1878
- Orden de la Cruz de Takovo[2]